# Coniolo
Coniolo là một đô thị ở tỉnh Alessandria trong vùng Piedmont của Italia, có vị trí cách khoảng 50 km về phía đông của Torino và khoảng 35 km về phía tây bắc của Alessandria.
Tại thời điểm ngày 31 tháng 12 năm 2004, đô thị này có dân số 440 người và diện tích là 10,3 km².
Coniolo closest neighbours are: 
- to the south and east: Casale Monferrato
- to the north: Morano sul Po
- to the west: Pontestura.